# 大土呂駅
大土呂駅（おおどろえき）は、福井県福井市半田町にある、ハピラインふくいハピラインふくい線の駅である。

## 歴史
- 1896年（明治29年）7月15日：官設鉄道北陸線敦賀駅 - 福井駅間の開業時に設置（一般駅）[1][3][4]。
- 1909年（明治42年）10月12日：線路名称が制定され、北陸本線の所属となる。
- 1948年（昭和23年）6月28日：福井地震により駅舎全壊[5]。
- 1948年（昭和23年）12月20日：本屋その他復旧工事竣工[5]。
- 1961年（昭和36年）10月1日：貨物の取扱を廃止する（旅客駅となる）[1]。
- 1984年（昭和59年）
  - 2月1日：荷物の取扱を廃止する[1]。
  - 4月1日：無人駅となる[2]。
- 1987年（昭和62年）4月1日：国鉄分割民営化により、西日本旅客鉄道の駅となる[1]。
- 2018年（平成30年）9月15日：ICカード「ICOCA」の利用が可能となる[6][7][8][9][10][11]。
- 2024年（令和6年）3月16日：北陸新幹線の金沢駅 - 敦賀駅間開業に伴い、ハピラインふくいの駅となる[12][13][14]。

## 駅構造
北陸新幹線敦賀延伸まではJR西日本金沢支社の福井地域鉄道部が管理する無人駅であった。
駅構内には待合室・化粧室・ICカード専用の簡易改札機が設置されている。自動券売機はハピラインふくいへの経営移管時より設置された。
元々は単式ホーム1面1線と島式ホーム1面2線、計2面3線のホームを有する地上駅であったが、中央の線路（島式ホーム側）が撤去（一部は保線車両待機線として残存）され、現在は単式ホーム2面2線を有する地上駅。分岐器や絶対信号機を持たないため、停留所に分類される。
1948年（昭和23年）の福井地震後に再建された木造駅舎が残る。

### のりば
| のりば | 路線                | 方向 | 行先           |
| ------ | ------------------- | ---- | -------------- |
| 1      | ■ハピラインふくい線 | 上り | 武生・敦賀方面 |
| 2      | ■ハピラインふくい線 | 下り | 福井・金沢方面 |

- ホーム上では長らくのりば番号が設定されていなかったが、ICOCA導入までに[要出典]改めて設定された。なお撤去された中線は番号カウントから外されている。

## 利用状況
「福井県統計年鑑」によると、2022年（令和4年）度の1日平均乗車人員は274人である。
近年の1日平均乗車人員は以下の通り。
| 年度   | 1日平均 乗車人員 |
| ------ | ---------------- |
| 1997年 | 407              |
| 1998年 | 434              |
| 1999年 | 430              |
| 2000年 | 408              |
| 2001年 | 392              |
| 2002年 | 387              |
| 2003年 | 367              |
| 2004年 | 356              |
| 2005年 | 341              |
| 2006年 | 338              |
| 2007年 | 336              |
| 2008年 | 328              |
| 2009年 | 333              |
| 2010年 | 342              |
| 2011年 | 327              |
| 2012年 | 331              |
| 2013年 | 329              |
| 2014年 | 297              |
| 2015年 | 305              |
| 2016年 | 315              |
| 2017年 | 338              |
| 2018年 | 337              |
| 2019年 | 354              |
| 2020年 | 283              |
| 2021年 | 279              |
| 2022年 | 274              |

## 駅周辺
- 福井南高等学校
- 北陸自動車学校[3]
- 大土呂郵便局

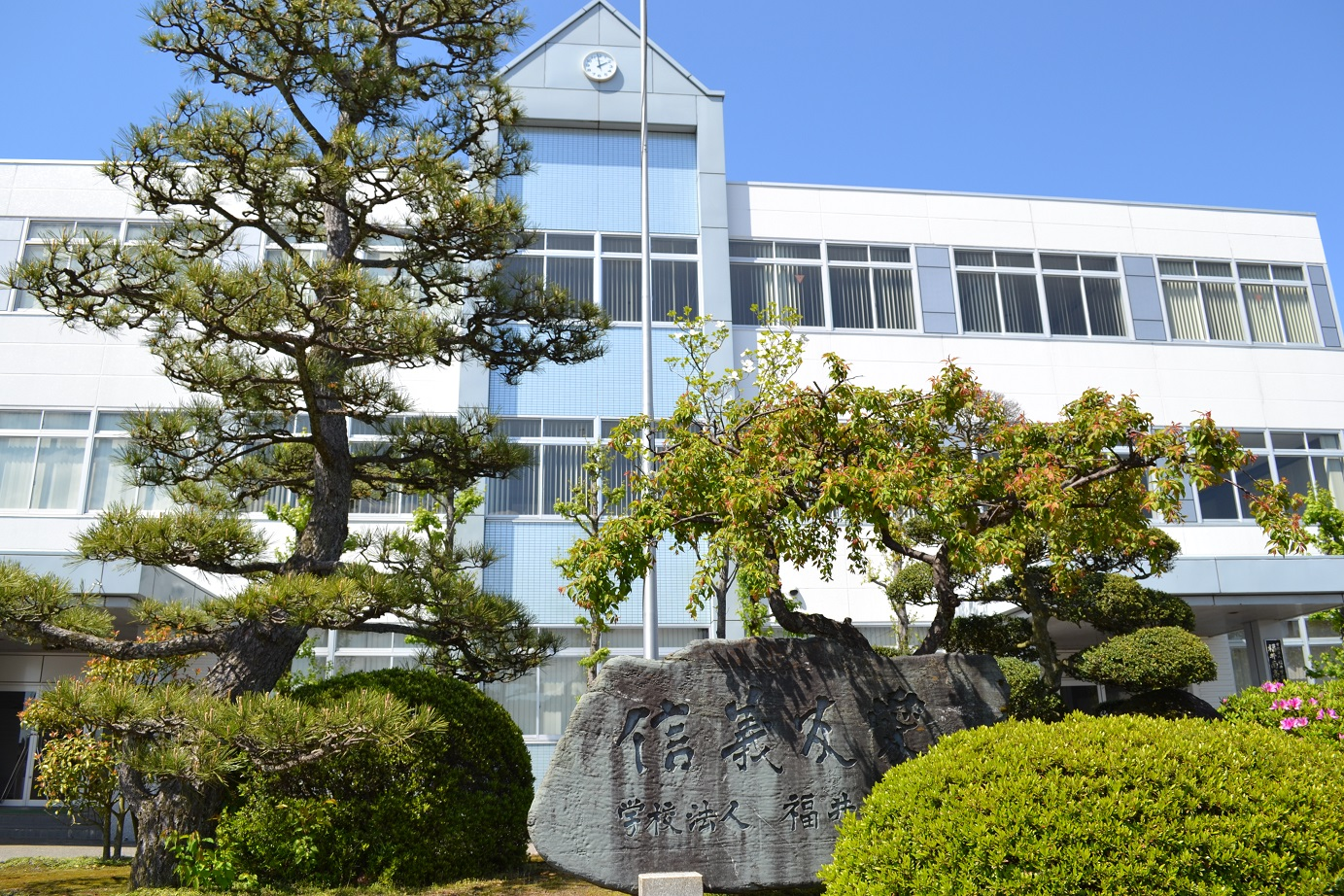
福井南高等学校

- 福井県立音楽堂（ハーモニーホールふくい） - 徒歩で約20分を要する[17]。
- 北陸自動車道
- 国道8号
- 福井県道32号清水美山線
- 福井県道195号大土呂停車場河北線

## 隣の駅
ハピラインふくい
■ハピラインふくい線
■快速
通過
■普通
北鯖江駅 - 大土呂駅 - 越前花堂駅